# Campionati italiani assoluti di scherma del 1993
I Campionati italiani assoluti di scherma del 1993 sono stati organizzati dalla Federazione Italiana Scherma e si sono svolti a Livorno in Toscana.
Nel fioretto, si sono aggiudicati i titoli dei campionati italiani Alessandro Puccini, che ottiene il suo secondo titolo consecutivo, e Margherita Zalaffi (6º titolo nazionale).
Nella spada Maurizio Randazzo ha vinto tra gli uomini, mentre tra le donne c'è stato il successo di Laura Chiesa, entrambi al loro primo titolo nazionale.
Nella sciabola Tonhi Terenzi ha vinto il titolo nazionale maschile, per la seconda volta campione di specialità dopo essersi aggiudicato l'edizione del 1989.
Nei campionati italiani a squadre maschili il Gruppo Sportivo Fiamme Oro ha trionfato sin tutte e tre le specialità.
Nei campionati italiani a squadre femminili il Circolo Scherma Mestre ha vinto il suo secondo titolo nel fioretto, dopo quello del 1978, mentre la Scherma Pro Vercelli ha vinto il suo secondo titolo consecutivo nella spada.

## Podi

### Uomini
| Specialità  | Oro                            | Argento                      | Bronzo |
| Individuali |                                |                              |        |
| Fioretto    | Alessandro Puccini             | -                            | -      |
| Spada       | Maurizio Randazzo              | -                            | -      |
| Sciabola    | Tonhi Terenzi                  | -                            | -      |
| A squadre   |                                |                              |        |
| Fioretto    | Fiamme Oro Francesco Rossi -   | -                            | -      |
| Spada       | Fiamme Oro Maurizio Randazzo - | Carabinieri Andrea Bermond - | -      |
| Sciabola    | Fiamme Oro Tonhi Terenzi -     | -                            | -      |

### Donne
| Specialità  | Oro                      | Argento | Bronzo |
| Individuali |                          |         |        |
| Fioretto    | Margherita Zalaffi       | -       | -      |
| Spada       | Laura Chiesa             | -       | -      |
| A squadre   |                          |         |        |
| Fioretto    | Circolo Scherma Mestre - | -       | -      |
| Spada       | Scherma Pro Vercelli -   | -       | -      |